# Đài Loan (tỉnh của Cộng hòa Nhân dân Trung Hoa)
Tỉnh Đài Loan  (Phồn thể: 臺灣省 hay 台灣省, Giản thể: 台湾省, Bính âm: Táiwān shěng) là một tên gọi mang tính chính trị được Cộng hòa Nhân dân Trung Hoa và một số nước sử dụng để ám chỉ rằng Đài Loan chỉ là một tỉnh của chính thể này. Tỉnh này bao gồm hòn đảo Đài Loan và các đảo nhỏ xung quanh, cũng như Quần đảo Bành Hồ, thường được gọi là Khu vực Đài Loan.
Vị thế chính trị Đài Loan hiện tại vẫn rất phức tạp. Sau nội chiến Trung Quốc, chính quyền Cộng hòa Nhân dân Trung Hoa do Đảng Cộng sản Trung Quốc cầm quyền đã giành được toàn bộ Đại Lục và đảo Hải Nam, trong khi Hồng Kông và Ma Cao do Anh và Bồ Đào Nha nắm giữ chủ quyền từ trước (về sau được trao trả lại), thì còn lại khu vực Đài Loan thành lập đất nước riêng.
Mặc dù Cộng hòa Nhân dân Trung Hoa tuyên bố Đài Loan là lãnh thổ hợp pháp của mình, nhưng nước này thừa nhận Đài Loan đang nằm ngoài lãnh thổ kiểm soát thực tế của mình và không duy trì một chính phủ trong bóng tối hoặc chính phủ lưu vong cho tỉnh Đài Loan. Tuy nhiên, quốc hội Trung Quốc có các nhà lập pháp đại diện cho Đài Loan, hầu hết là người đại lục gốc Đài Loan. Tuy nhiên, một đại diện trong Quốc hội Trung Quốc (Lư Lệ An) đã sinh ra và lớn lên ở Đài Loan.

## Hành chính
Chính phủ Cộng hòa Nhân dân Trung Hoa không công nhận các thay đổi về hành chính của Trung Hoa Dân Quốc sau năm 1949. Theo đó, việc Đài Bắc và Cao Hùng hay gần đây là Tân Bắc, Đài Trung, và Đài Nam trở thành thành phố trực thuộc trung ương không được Cộng hòa Nhân dân Trung Hoa công nhận, và tất cả các thành phố này đều được coi là thuộc về tỉnh Đài Loan. Cộng hoà Nhân dân Trung Hoa vẫn coi Đài Bắc là tỉnh lỵ của Đài Loan mặc dù Trung Hoa Dân Quốc đã chuyển tỉnh lỵ tỉnh Đài Loan do họ quản lý về thôn Trung Hưng, thành phố Nam Đầu. Các bản đồ do Cộng hòa Nhân dân Trung Hoa xuất bản sau năm 1949 đều thể hiện những ranh giới hành chính từ năm 1949 trở về trước.
Tỉnh Đài Loan được chia thành 16 huyện và 7 thành phố:
| Bản đồ | Thứ tự              | Tên gọi | chữ Hán       | Bính âm                             | Cấp |
| ------ | ------------------- | ------- | ------------- | ----------------------------------- | --- |
|        |                     |         |               |                                     |     |
| 1      | thành phố Đài Bắc   | 台北市  | Táiběi Shì    | Thành phố cấp địa khu (địa cấp thị) |     |
| 6      | thành phố Cao Hùng  | 高雄市  | Gāoxióng Shì  | Thành phố cấp địa khu               |     |
| 4      | thành phố Đài Trung | 台中市  | Táizhōng Shì  | Thành phố cấp huyện (huyện cấp thị) |     |
| 5      | thành phố Đài Nam   | 台南市  | Táinán Shì    | Thành phố cấp huyện                 |     |
| 7      | thành phố Cơ Long   | 基隆市  | Jīlóng Shì    | Thành phố cấp huyện                 |     |
| 9      | thành phố Tân Trúc  | 新竹市  | Xīnzhú Shì    | Thành phố cấp huyện                 |     |
| 8      | thành phố Gia Nghĩa | 嘉义市  | Jiāyì Shì     | Thành phố cấp huyện                 |     |
| 2      | huyện Đài Bắc       | 台北县  | Táiběi Xiàn   | Huyện                               |     |
| 6      | huyện Cao Hùng      | 高雄县  | Gāoxióng Xiàn | Huyện                               |     |
| 4      | huyện Đài Trung     | 台中县  | Táizhōng Xiàn | Huyện                               |     |
| 5      | huyện Đài Nam       | 台南县  | Táinán Xiàn   | Huyện                               |     |
| 10     | huyện Tân Trúc      | 新竹县  | Xīnzhú Xiàn   | Huyện                               |     |
| 11     | huyện Gia Nghĩa     | 嘉义县  | Jiāyì Xiàn    | Huyện                               |     |
| 3      | huyện Đào Viên      | 桃园县  | Táoyuán Xiàn  | Huyện                               |     |
| 12     | huyện Miêu Lật      | 苗栗县  | Miáolì Xiàn   | Huyện                               |     |
| 13     | huyện Chương Hóa    | 彰化县  | Zhānghuà Xiàn | Huyện                               |     |
| 14     | huyện Vân Lâm       | 云林县  | Yúnlín Xiàn   | Huyện                               |     |
| 15     | huyện Bình Đông     | 屏东县  | Píngdōng Xiàn | Huyện                               |     |
| 16     | huyện Nghi Lan      | 宜兰县  | Yílán Xiàn    | Huyện                               |     |
| 17     | huyện Nam Đầu       | 南投县  | Nántóu Xiàn   | Huyện                               |     |
| 18     | huyện Hoa Liên      | 花莲县  | Hūalián Xiàn  | Huyện                               |     |
| 19     | huyện Đài Đông      | 台東县  | Táidōng Xiàn  | Huyện                               |     |
| 20     | huyện Bành Hồ       | 澎湖县  | Pénghú Xiàn   | Huyện                               |     |

Chú ý: Trung Hoa Dân Quốc sử dụng phương pháp Wade–Giles để phiên âm tên gọi, còn Cộng hòa Nhân dân Trung Hoa sử dụng Bính âm nên tên gọi của các đơn vị hành chính trong các thứ tiếng không nằm trong vùng ảnh hướng của văn hóa Hán có sự khác biệt, ví dụ Đài Bắc được THDQ phiên âm là Taipei còn CHNDTH phiên âm là Taibei. 

## Đại biểu
Tỉnh Đài Loan được bầu Đại hội đại biểu Nhân dân toàn quốc (tức Quốc hội) của Cộng hòa Nhân dân Trung Hoa. Các đại biểu này đến từ cộng đồng người nói tiếng Phúc Kiến có một số tổ tiên tại Đài Loan hiện đang sinh sống tại Trung Quốc đại lục. Tuy nhiên, các đại biểu đại diện cho tỉnh Đài Loan gần đây hầu hết đều sinh ra ở Trung Quốc đại lục.